# 왕숴 (2003년)
왕숴(중국어: 王硕, 병음: Wang Shuo, 한자음: 왕석, 2003년 12월 18일 ~ )는 중화인민공화국의 바둑 기사이다. 안후이성 안칭시 출신으로 중국기원 소속의 3단이다.

## 경력
안후이성 안칭시에서 태어났다. 2018년 프로 바둑에 입단했고, 2021년 3단으로 승단했다. 같은해 제12회 용성전 본선에 진출하여 3연승을 거뒀지만 우광야에게 패해 연승 행진을 멈췄다.